# Makroekonomija
Makroekonomija je grana ekonomske znanosti koja se, za razliku od mikroekonomije, bavi cjelokupnim gospodarstvom nekog područja, proučavajući međusobne odnose ukupne (agregatne) proizvodnje, prihoda, zaposlenosti, cijena i drugih varijabli. 

## Povijest makroekonomije
Obično se smatra da je makroekonomija nastala 1936. godine pojavom djela J. M. Keynesa "Opća teorija zaposlenosti, kamate i novca". Naime, do pojave Keynesove knjige ekonomija se pretežno bavila mikroekonomskim problemima pa je njegovo djelo izvršilo prevrat u ekonomskoj teoriji, te se često govori i o "Keynesijanskoj revoluciji". Ova je revolucija bila inspirirana najtežom gospodarskom krizom koja je pogodila svjetskog gospodarstvo (1929. – 1933.) nazvanom Velika kriza ili Velika depresija.

## Temeljna makroekonomska pitanja, sredstva i ciljevi
1. Zašto dolazi do pada zaposlenosti i proizvodnje i kako se može smanjiti nezaposlenost?
2. Koji su izvori inflacije cijena i kako je držati pod kontrolom?
3. Kako se može povećati stopa privrednog rasta?

Četiri glavna makroekonomska cilja ("zlatni četverokut"):
- gospodarski rast
- stabilnost cijena
- puna zaposlenost
- pozitivna vanjsko-trgovinska bilanca

Opći ciljevi makroekonomske politike su: 
- visoka i rastuća razina zaposlenosti
- visoka zaposlenost, odnosno, niska nezaposlenost,
- cjenovna stabilnost s cijenama i najamninama koje određuju ponuda i potražnja na slobodnim tržištima.

Sredstva makroekonomske politike su: 
- fiskalna
- monetarna
- dohodovna politika

Fiskalna se politika sastoji od porezna politike i politike javnih rashoda. U razdoblju prekomjerne ekspanzije kada prijeti inflacija primijenit će se kontrakcijska (restriktivna) fiskalna politika, a u razdoblju depresije ekspanzivna. Prva će se sastojati u povećanju poreza i smanjenju javnih rashoda, dok će se druga satojati u smanjenju poreza i porastu javnih rashoda.
Monetarna politika sastoji se od kontrole novčane ponude od strane središnje banke, ovisno o fazi privrednog ciklusa. U inflacijskim uvjetima primjenjuje se politika ograničenja novčane ponude, dok se u razdoblju recesije, depresije vodi politika povećanja agregatne ponude novca.
Politika dohodaka se sastoji od kontrole najamnina i cijena u širokom rasponu od neobvezujućih smjernica i preporuka do potpune regulacije. Ovaj je instrument manje rigidan i jeftiniji od prethodna dva.

## Osnovni pojmovi
Egzogene varijable zajedno s instrumentima ekonomske politike određuju inducirane varijable koje utječu na agregatnu ponudu (AS prema engleskom aggregate supply) i agregatnu potražnju (AD prema aggregate demand)
Agregatna ponuda jednaka je ukupnoj količini dobara i usluga koje je narodna privreda voljna proizvesti i ponuditi pri danoj razini cijena u određenom razdoblju.
Ona ovisi o općoj razini cijena i veličini potencijalnog proizvoda.
Agregatna potražnja određena je ukupnom potrošnjom pojedinaca i kućanstava (C), potrošnjom poduzeća - investicijama (I), potrošnjom države (G) i potrošnjom stranaca - neto izvozom (X).
Makroekonomska ravnoteža se ostvaruje u sjecištu krivulja AD i AS.

## Makroekonomski pokazatelji
- Bruto domaći proizvod (BDP ili GDP)
- Neto domaći proizvod (NDP) = BDP - Dp = C + I + G + X - Dp = w + i + R + Pf + T
- Bruto društveni proizvod (GNP) = GDP - NFP (neto inozemno faktorsko plaćanje)
- Nacionalni dohodak (NI) = w + i + R + Pf = GDP - (Dp + T)
- Raspoloživi dohodak (DI) = C + S = NI (ukupni dohodak) - Td (neposredni porezi) + Tp (transferna plaćanja)
- Neto ekonomsko blagostanje (NEW) = GDP - Dp + dokolica i siva ekonomija - zagađenje okoliša

## Potrošnja i dohodak
Potrošnja je završni i krajnji cilj proizvodnje. Njen osnovni cilj je zadovoljavanje ljudskih potreba za određenim dobrima. Potrošnja je onaj dio GDP-a koji je namijenjen zadovoljenju osobnih potreba.
Funkcija potrošnje je odnos između razine potrošnje (C) i raspoloživog dohotka (DI).
DI = C+S (štednja)
Funkcija štednje pokazuje odnos između štednje (S) i raspoloživog dohotka (DI), ona je zrcalna slika funkcije potrošnje.
Granična sklonost potrošnji (MPC) = promjena C / promjena DI
Granična sklonost štednji  (MPS) = promjena S / promjena DI
MPC+MPS=1
Prosječna sklonost potrošnji (APC) = C/DI

Prosječna sklonost štednji (APS) = S/DI

### Odrednice potrošnje
- Tekući raspoloživi dohodak (DI) (što je veći DI veća je i potošnja i obrnuto)
- Veličina bogatstva (što je bogatstvo veće tim je veća i potrošnja i obrnuto)
- Veličina permanentnog dohotka (dohodak u dugom roku, samo porast veličine permanentnog dohotka utječe na strukturu i veličinu potrošnje za razliku od tekućeg dohotka čiji porast utječe na povećanje štednje, ali ne i potrošnje)
- Opća razina cijena

### Engelovi zakoni
Pruski statističar Ernst Engel je u 19. stoljeću uočio kako su struktura i visina potrošnje usko korelirane s visinom dohotka. Ovu korelaciju je formulirao u obliku tzv. Engelovih zakona:
Na nižim razinama dohotka dohodak se pretežno ili sav troši na osnovne životne potrepštine kao što su hrana i stanovanje.
Povećanjem dohotka izdaci na hranu rastu (jer se kupuje kvalitetnija hrana) ali se u relativnom izrazu oni smanjuju. Daljnjim povećanjem dohotka povećavaju se i izdaci na luksuz, odjeću i rekreaciju.

### Paradoks štednje
Poveća li se štednja bez odgovarajućeg porasta investicija dolazi do tzv. paradoksa štednje jer porast štednje smanjuje potrošnju, dohodak i zaposlenost. Paradoks štednje se obično javlja kada je privreda u recesiji, dok se u vrijeme ekspanzije štednja najvećim dijelom pretvara u investicije.
U jednostavnijem smislu - to znači da će povećanje štednje (koja je prozašla iz dohotka = S = Y - C ) tretirati kao smanjenje investicija. I to zato što su investicije uvijek u pravilu jednake štednji S = I, pa tako ako svi u gospoarstvu štede bez ulaganja (investiranja) to će smanjiti investicije što će automatski i smanjiti gospodarsku djelatnost.
Paradoks štednje predstavlja Keynesijanski pristup situaciji deflacijskog jaza u kojem oni upozoravaju da povećanje štednje u navedenim okolnostima vodi k padu razine štednje. Kako?

↑S => ↓C => ↓AD => ↓Yr => ↓S

## Investicije
Investicije su druga sastavnica agregatne potražnje. One u kratkom roku utječu na proizvodnju preko agregatne potražnje, a u dugom roku utječu na agregatnu ponudu.
Odrednice investicija
- Veličina prihoda od investicija
- Veličina troškova investiranja (kamate i porezi)
- Očekivanja i predviđanja budućih događaja

Ponašanje investicija
Pri danom prihodu od investicija potražnja za investicijama bit će tim veća što je kamatna stopa niža i obrnuto.
Pri danoj kamatnoj stopi potražnja za investicijama bit će tim veća što je prihod od investicija veći i obrnuto.
Troškovi investiranja porast će ne samo povećanjem kamatne stope već i povećanjem poreza što će negativno djelovati na investicije

### Akceleratorski princip
Prema ovom principu potražnja za investicijama ovisi i o promjenama GDP-a. Nagli porast GDP-a izaziva i porast investicijske potražnje, lagani porast rel. GDP-a izaziva smanjenje potražnje za investicijama.

## Novac i poslovno bankarstvo
Podjela ekonomije:
1. Realna – Nositelji su fizičke i pravne osobe
2. Monetarna – Nositelji su financijske institucije (npr. u Hrvatskoj HNB ili neka druga centralna nacionalna banka)

## Financijske institucije
Primjeri financijskih institucija su:poslovne banke, osiguravajuća društva, mirovinski fondovi...

Sredstva poslovnih banaka: obvezne rezerve (namijenjene očuvanju likvidnosti banaka), višak rezervi (namijenjen poslovanju banke i kreditiranju komitenata)

## Umnažanje kredita
Financije su sve ono što je u svezi s državnim prihodima i rashodima. Financije su svi odnosi u društvu koji nastaju kod prikupljanja i raspodjele novčanih sredstava. Osnovni zadatak financija je prikupljanje sredstava za podmirenje određenih potreba.
Umnažanje kredita je moguće u uvjetima postojanja bankarskog sustava: zato što građani u platnom prometu koriste novac iz banaka, komitenti banke prihvaćaju bankovne kredite, a bankarski novac se vraća u bankovni sustav, odnosno zbog postojanja ulančanosti gospodarskih subjekata u novčarskom sustavu. 
Monetarni množitelj: m = 1/r (stopa obveznih pričuva) 

Kreditni množitelj: k = 1/r - 1

## Tržište novca
Novčanom tržištu je zadatak svakodnevno opskrbljivanje banaka novcem, kako bi im se osigurala likvidnost, tekuća plaćanja njihovih komitenata. Na ovom tržištu trguje se bankovnim likvidnim rezervama i kratoričnim vrijednosnicama.
Ovo tržište nema fiksnu lokaciju, institucionalnu strukturu, ono je skup različitih tržišta, ono je kompetitivno i veleprodajno, trguje se na "riječ", suvremenim telekomunikacijskim sredstvima.
Centralna banka na ovome tržištu intervenira utjecajem na kamatne stope, odobravajući kredite za likvidnost banaka.
Novčana ponuda (Ms) i novčana potražnja (Md) određuju kamatnu stopu koja predstavlja cijenu novca.

Monetarni agregati (novčana ponuda Ms)

Monetarni agregati predstavljaju količinu agregatne ponude novca u nekoj zemlji. 
Oni se razlikuju ovisno o likvidnosti raznih vrsta novca kojeg sadrže. 
Osnovna mjera agregatne ponude novca je transakcijski novac ili novac u užem smislu, tj. onaj koji služi za robno-novčane transakcije ili kupoprodaje roba i usluga (M1- novčana masa, kovani, papirni i depozitni novac). 
Udio gotovine u strukturi M1 veoma je važan podatak, ali različit u različitim zemljama i razdobljima. Kreće se obično od 1/3 do 2/3 novčane mase. Smanjenje tog udjela povoljan je pokazatelj, a povećanje loša vijest za monetarnu vlast jer se povećavaju troškovi tiskanja novca, nepovjerenje u depozitni novac i monetarni sustav. M2 je šira mjera ukupne ponude novca jer obuhvaća novac u širem smislu tj. i onaj novac koji obavlja funkciju čuvanja dijela ukupne imovine u novčanom obliku. Slijede još M3 i M4.
Ms = M1 + M2 + M3 + M4
M1: gotovina (papirni i kovani novac izvan banaka) + depoziti po viđenju (vrsta novčanih uloga u banku koji se na zahtjev ulagača / štediše vraća istome) = transakcijski novac

M2: M1 + oročeni depoziti do godinu dana

M3: M2 + oročeni depoziti preko godinu dana

M4: M3 + manje likvidna sredstva

Definicije novčane mase mijenjaju se zbog pojave novih vrsta instrumenata plaćanja.

Monetarna potražnja Md
Agregatna potražnja za novcem je zbroj individualnih potražnji novca koje iskazuju građani i poduzeća. Novac se traži i drži zbog mogućnosti da se njime kupuju i plaćaju druge robe, a ne zbog njegove unutrašnje vrijednosti. Zadržavanje jednog dijela imovine u novčanom obliku obično je ograničeno zbog oportunitetnog troška koji je jednak veličini kamata koje možemo dobiti ako novac držimo u banci.
U monetarnu potražnju spadaju: transakcijska, špekulacijska, sigurnosna i imovinska potražnja.
Transakcijska se potražnja javlja zbog potrebe ljudi da razmjenjuju i plaćaju robe i usluge i čini najveći dio agregatne potržnje novca. Špekulacijska nastaje zbog neizvjesnosti kretanja na financijskom tržištu i pokušaja ljudi da ostvare neku zaradu u brzoj razmjeni raznih vrsta novca, u zamjeni za vrijednosne papire koristeći oscilacije kamatnih stopa, dividendi, tečajeva u svoju korist. Sigurnosna potražnja nastaje zbog potrebe ljudi da 1 dio novca drže u gotovini i da imaju financ. sigurnost u pribavljanju roba i usluga i u teškim, nepredviđenim situacijama. Obično se pribraja poslovnoj (transakcijskoj). Imovinska nastaje iz potrebe ljudi da 1 dio svoje imovine (aktive) drže u obliku novca izbjegavajući grešku stavljanja "svih jaja u jednu košaru" tj. kako bi se diverzificirao njihov portfolio. O tome govori teorija portfelja. 
Vidi i Usporedba monetarističkog i Kejnesijanskog gledišta

## Tržište kapitala
Primarno – tržište na kojem se trguje samo s novoemitiranim vrijednosnicama

Sekundarno – na kojem se trguje s ranije izdanim vrijednosnicama i na kojima ne sudjeluju poslovni subjekti koji su iste emitirali

Glavne institucije hrvatskog tržišta kapitala su poslovne banke, burze, OTC tržišta, investicijski fondovi i brokerske kuće

Vidi i Dionica.

## Tržište vrijednosnih papira
Vidi također:
- Vrijednosni papiri
- Najamnine i tržište rada

## Protekcionizam
Vidi Protekcionizam
Načelo komparativne prednosti
1817. načelo je formulirao Ricardo. Prema njegovom načelu svaka zemlja uživa korist ako se specijalizira za proizvodnju i izvoz onih dobara koje može proizvesti uz relativno niže troškove.

## Ekonomske posljedice državnog duga
Vidi Državni proračun.

## Fiskalna politika
Fiskalna politika je proces oporezivanja i javnih rashoda kojima je cilj ublažavanje poslovnih ciklusa i osiguranje privrednog rasta bez inflacije.

## Bilanca međunarodnih plaćanja (platna bilanca)
Bilanca međunarodnih plaćanja (platna bilanca) je izvještaj koji prikazuje sve transakcije neke države s ostalim svijetom u nekom vremenskom periodu. Izvještaj uključuje kupnju i prodaju dobara i usluga, vladine transakcije i kretanja kapitala.

## Devizni tečajevi i sustavi
Devizni tečaj izražava cijenu strane valute u domaćem novcu, te pokazuje koliko je domaćeg novca potrebno dati za jednu ili 100 jedinica stranog novca.